# Janne Ryynänen
Janne Ryynänen (Rovaniemi, 1 januari 1988) is een Finse atleet uit de Noordse combinatie. Hij is lid van de skiclub Ounasvaaran Hiihtoseura en wordt getraind door Jukka Ryynänen en Marko Haarala

## Carrière
Bij de Olympische Winterspelen 2006 in Turijn nam hij deel aan het onderdeel Sprint, hij stond na het skispringen nog 29ste maar verloor veel tijd bij het langlaufen en werd uiteindelijk 37ste.
Tijdens de wereldkampioenschappen noordse combinatie 2007 in het Japanse Sapporo werd hij 17de bij de Sprintcompetitie en veroverde hij met het Finse team, dat verder uit Hannu Manninen, Jaakko Tallus en Anssi Koivuranta bestond, de wereldtitel in de teamcompetitie.
In het seizoen 2008/2009 bereikte hij voor het eerst in zijn carrière het podium bij individuele wedstrijden. In Kuusamo werd hij twee dagen na elkaar tweede. Het leek een beloftevolle start voor het seizoen van de doorbraak, toch slaagde Ryynänen er in tegenstelling tot zijn landgenoot Anssi Koivuranta niet in om met de wereldtop mee te komen in het langlaufen. Niettemin haalde hij in totaal zeven toptien plaatsen in de wereldbeker en werd hij bij de wereldkampioenschappen in Liberec verdienstelijk vierde in de Gundersen LH wedstrijd.
Bij de Olympische Winterspelen 2010 ging Ryynänen in de wedstrijd van de normale schans aan de leiding na het schansspringen. Zijn sprong van 105 meter leverde hem een voorsprong op van 34 seconden op de eerste achtervolger Todd Lodwick. Ryynänen moest al snel veel van zijn voorsprong inleveren tijdens het langlaufen en de veer was helemaal gebroken toen hij in een bocht ten val kwam. Hij eindigde uiteindelijk 26e op meer dan anderhalve minuut van de winnaar Jason Lamy-Chappuis.
Op de wereldkampioenschappen noordse combinatie 2011 in Oslo eindigde Rynnänen als zeventiende op de grote schans en als achttiende op de normale schans. Samen met Hannu Manninen, Joni Karjalainen en Eetu Vähäsöyrinki eindigde hij als achtste in de landenwedstrijd vanaf normale schans. In Val di Fiemme nam de Fin deel aan de wereldkampioenschappen noordse combinatie 2013. Op dit toernooi eindigde hij als 26e op de grote schans en als 29e op de normale schans, in de landenwedstrijd eindigde hij samen met Ilkka Herola, Mikke Leinonen en Eetu Vähäsöyrinki op de achtste plaats.

## Resultaten

### Olympische Spelen
| Jaar | Plaats    | Resultaten                                |
| ---- | --------- | ----------------------------------------- |
| 2006 | Turijn    | 37e Sprint                                |
| 2010 | Vancouver | 12e Gundersen LH 26e Gundersen NH 7e Team |

### Wereldkampioenschappen
| Jaar | Plaats        | Resultaten                                              |
| ---- | ------------- | ------------------------------------------------------- |
| 2007 | Sapporo       | 17e sprint · landenwedstrijd                            |
| 2009 | Liberec       | 11e Massastart 15e Gundersen NH 4e Gundersen LH 8e Team |
| 2011 | Oslo          | 17e Gundersen LH 18e Gundersen NH 7e Team NH            |
| 2013 | Val di Fiemme | 29e Gundersen NH 26e Gundersen LH 8e Team               |

### Wereldkampioenschappen junioren
| Jaar | Plaats    | Resultaten                                              |
| ---- | --------- | ------------------------------------------------------- |
| 2003 | Solleftea | DSQ individuele Gundersen 15e sprint 6e landenwedstrijd |
| 2004 | Stryn     | 19e individuele Gundersen 7e sprint 4e landenwedstrijd  |
| 2005 | Rovaniemi | 5e individuele Gundersen 15de sprint 7e landenwedstrijd |
| 2007 | Tarvisio  | 60e individuele Gundersen 21e sprint 6e landenwedstrijd |

### Wereldbeker

#### Eindklasseringen
| Seizoen   | Plaats |
| --------- | ------ |
| 2005/2006 | 41e    |
| 2006/2007 | 23e    |
| 2007/2008 | 24e    |
| 2008/2009 | 12e    |
| 2009/2010 | 20e    |
| 2010/2011 | 18e    |
| 2011/2012 | 26e    |
| 2012/2013 | 48e    |